# Actes de Paul et Thècle
Les Actes de Paul et Thècle sont le premier de trois récits apocryphes réunis sous le titre d'Actes de Paul (grec ancien : Πράξεις Παύλου; latin: Acta Pauli) qui racontent des épisodes de la vie de Paul de Tarse et de Thècle d'Iconium. Dans ce premier récit, écrit en grec, l'auteur narre la rencontre entre  Paul et Thècle, une jeune païenne d'Iconium qui va être convaincue par les paroles de Paul et abandonnera tout pour le suivre, bien décidée à rester vierge. Persécutée par les siens qui n'acceptent pas qu'elle ne veuille plus se marier, elle sera condamnée à mort, mais échappera miraculeusement aux différents supplices qui lui sont infligés.
Cette vie romancée d'une jeune vierge prête à sacrifier sa vie pour Dieu connaîtra un grand succès et sera reprise en de nombreuses versions dans plusieurs langues.

## Histoire du texte
Les Actes de Paul datent probablement de la seconde moitié du IIe siècle et l'ouvrage était sans doute en circulation déjà vers 190: Hippolyte le mentionne dans son Commentaire sur Daniel, et Tertullien affirme, dans un texte écrit vers 200, que son auteur est « un prêtre qui le composa en Asie »,. Et il précise que cet ouvrage est une histoire inventée par un presbytre pour rendre gloire à Paul, et dont la fraude a été découverte. L'auteur ayant reconnu la falsification, fut condamné et déchargé de son office.
Les Actes de Paul et de Thècle constituent le premier et le plus connu des trois textes regroupés dans les Actes de Paul, les deux autres étant, pour l'un, un échange de lettres entre Paul (qui est alors à Philippes) et la communauté chrétienne de Corinthe (en grec ancien tout comme l'histoire de Thècle), et pour l'autre, la narration (qui nous est parvenue en latin) du martyre de Paul à Rome. Le tout constitue une relation de voyages de Paul, dont la dernière étape sera Rome et le martyre.
Pour ce qui est du récit de la rencontre entre Paul et Thècle, on en trouve plusieurs versions, présentant entre elles des différences notables, rédigées outre en grec et en latin, en syriaque, arménien, arabe, vieux-slave, ce qui explique que nombre d'ouvrages des Pères de l'Église y fassent allusion. Le succès de cette histoire auprès des traducteurs et des copistes se comprend sans doute par ses qualités littéraires et par son caractère romanesque, qui lui ont valu, d'après Salomon Reinach, « le premier rang parmi les écrits non canoniques de l'ancienne Église. » Mais le même Reinach affirmait, lui, que cet ouvrage n'est pas un faux et les aveux du prêtre qui confesse avoir fabriqué l'histoire de Thècle sont suspects.

## Résumé succinct

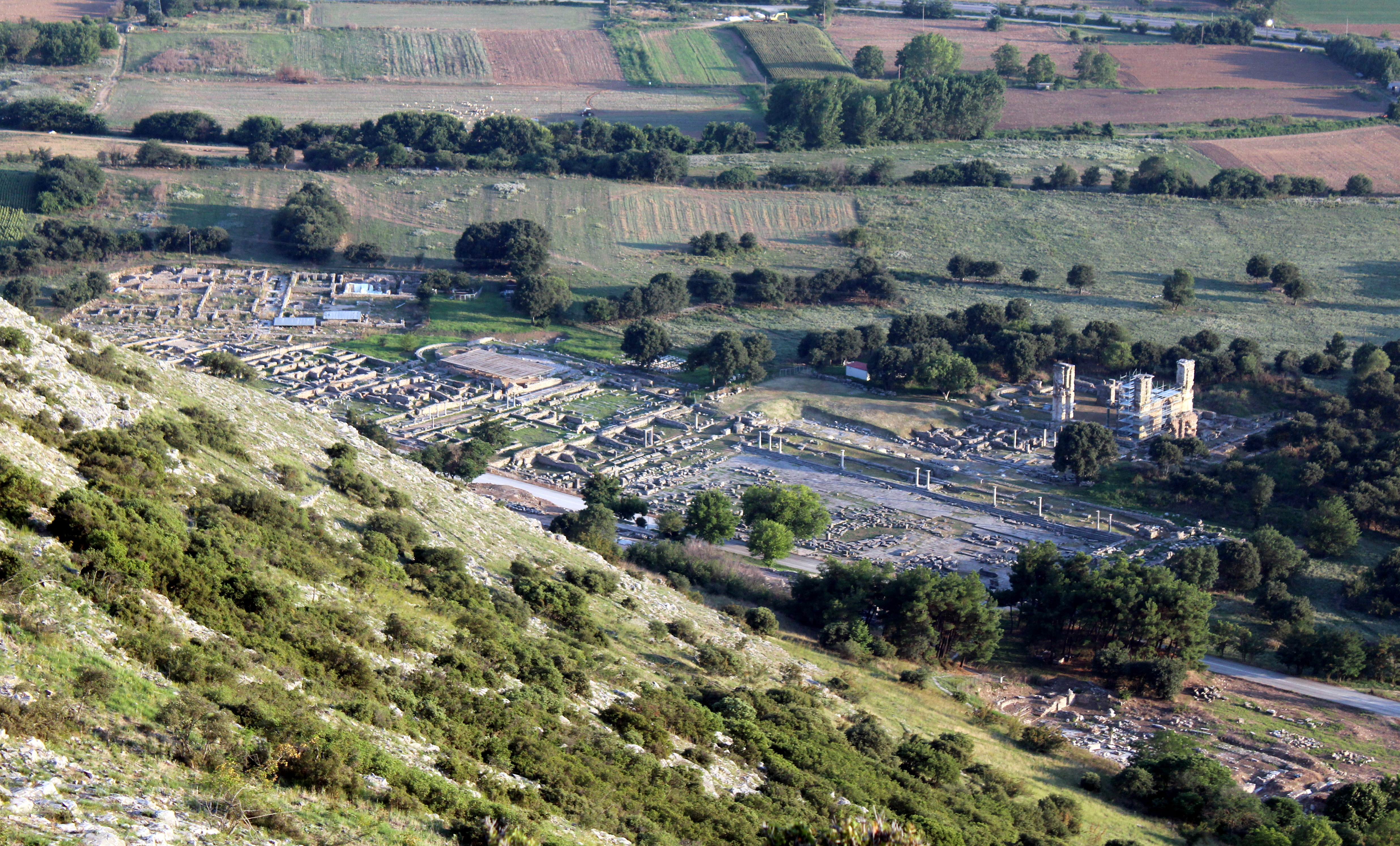
Vue de la ville de Philippes (Royaume de Macédoine), où se déroule la deuxième parties des Actes de Paul.

Le récit met en scène la prédication de Paul dans la maison voisine de celle de la jeune Thècle. Subjuguée par les paroles de l'apôtre, elle décide de renoncer au mariage et de rester vierge. Cette décision scandalise tant sa mère que son fiancé, qui n'auront de cesse de la faire condamner à mort. Mais Thècle échappe miraculeusement à la mort. L'épisode se répète à Antioche, où elle est échappe à nouveau à la condamnation à mort et au martyre. Thècle revient alors auprès de sa mère pour porter témoignage, après quoi son l'histoire se termine de manière assez abrupte : le narrateur explique en quelques lignes que Thècle s'est retirée à Séleucie où elle a continué à témoigner de la grandeur de Dieu avant de s'endormir définitivement. Avant cela, Paul l'autorise à prêcher en habit d'homme.Toutefois, cette conclusion est suivie par la narration des voyages de Paul à Myre, Sidon, Tyr et peut-être Jérusalem, avant de se rendre à Philippes, d'où il écrira les lettres qui forment la deuxième histoire des Actes.

## Le récit de Thècle et Paul

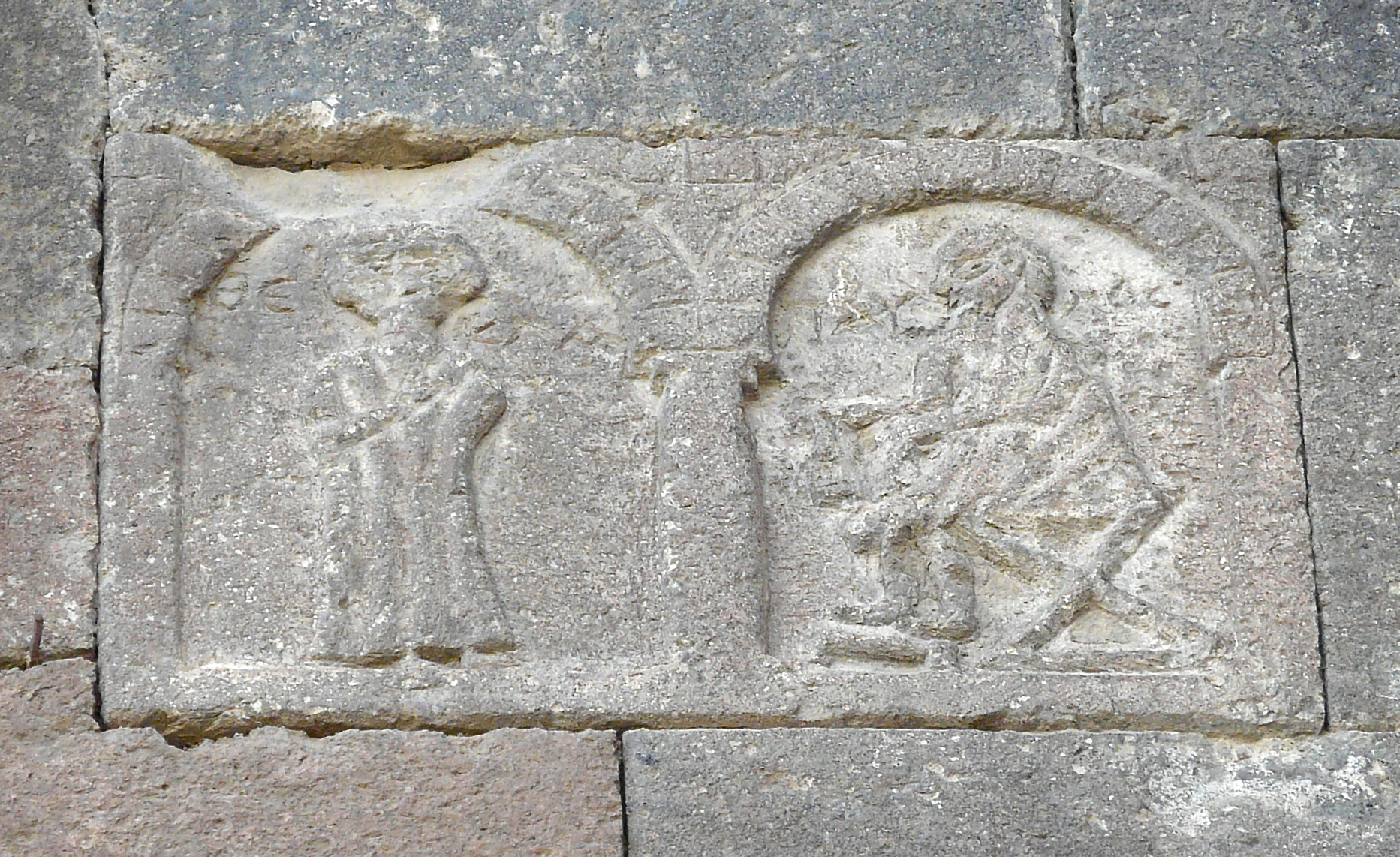
Thècle écoutant Paul prêcher. Bas-relief de la cathédrale d'Etchmiadzin (Arménie).

On apprend par les Actes des apôtres que Paul s'est rendu à Iconium pour y prêcher et qu'il en fut chassé par la foule. Cela a dû se passer vers 49. Les actes de Paul (ci-après AP) développent l'épisode de ce séjour et ce qui l'a suivi.
À Iconium, Paul est reçu dans la maison d'Onésiphore. Celui-ci est venu à sa rencontre et l'a reconnu grâce à la description qu'on lui a faite de l'apôtre, description reprise dans les AP et qui sera à l'origine de nombreux portraits de Paul : « (...) un homme de petite taille, à la tête dégarnie, aux jambes arquées, vigoureux, aux sourcils joints, au nez légèrement aquilin, plein de grâce. » Il l'invite alors dans sa maison, où Paul commence à prêcher sur la chasteté et la résurrection. On liait couramment ces deux idées dans le christianisme primitif, où l'on considérait volontiers que seuls les chastes (hommes et femmes) pouvaient ressusciter.
Dans la maison voisine habite Thècle, fille de Théocléia, une veuve de bonne famille, et fiancée de Thamyris, personnage important de la ville. Depuis sa fenêtre, Thècle écoute avec délices les propos sur la chasteté de Paul (qu'elle ne peut apercevoir). Sa mère et son fiancé s'inquiètent et s'irritent de l'influence de Paul sur la jeune femme, mais sans pouvoir la détourner : Thècle est fascinée par l'apôtre, au point qu'elle ne s'alimente plus et ne dort plus.
Théocléia et Thamyris conduisent alors Paul devant le proconsul, l'accusant d'être un imposteur.

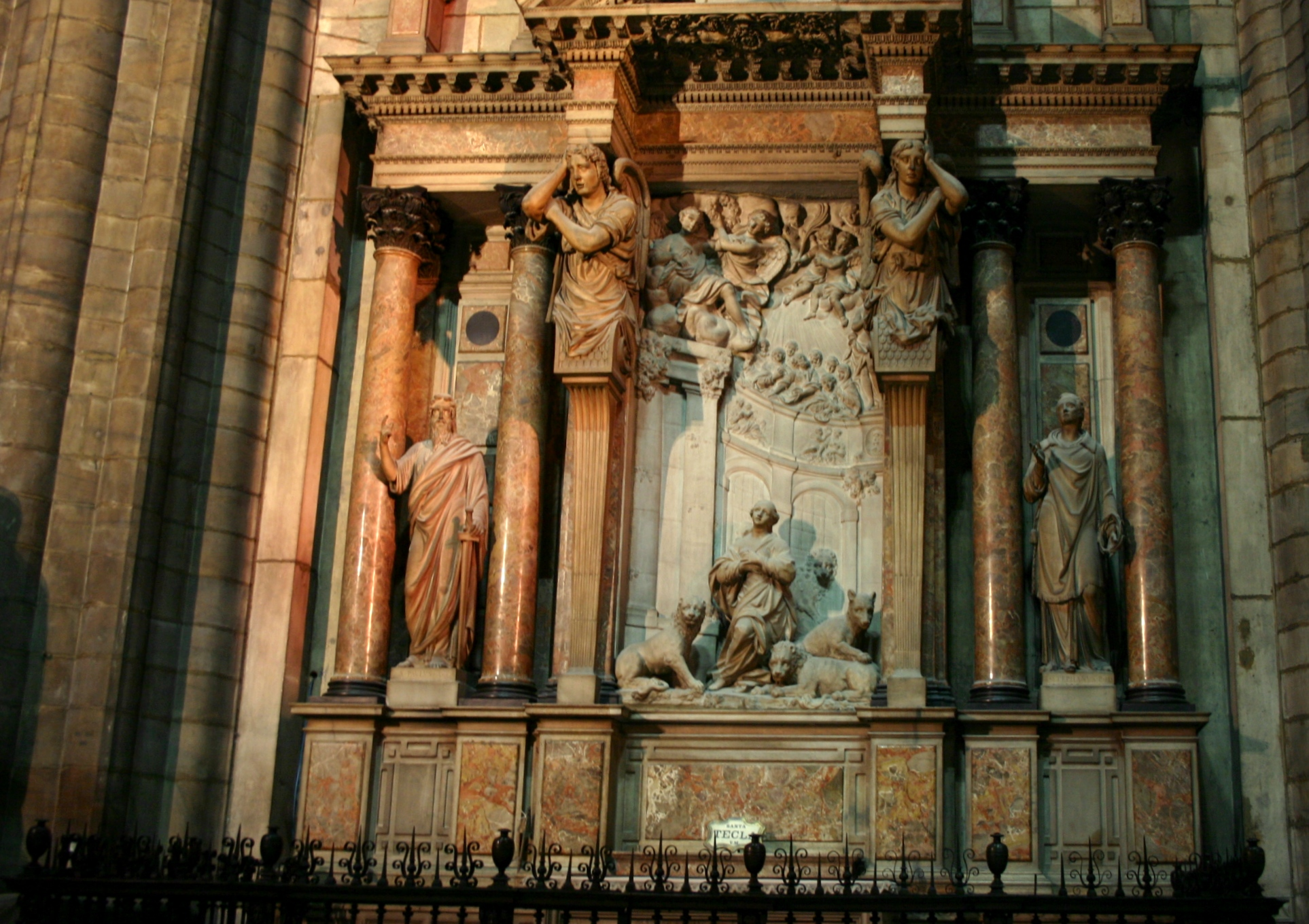
Sainte Thècle et les lions. Autel du transept gauche du Dôme de Milan, XVIe siècle.

Paul est jeté en prison. Mais Thècle achète le geôlier pour le rejoindre et toute la nuit, elle écoute à ses pieds le récit des grands actes de Dieu. Sa famille s'alarme, et soutenue par la foule menaçante elle fait à nouveau auprès du proconsul. Paul est chassé de la ville tandis que Thècle, à la demande de sa propre mère, est condamnée au bûcher. Mais un orage miraculeux éteint les flammes et sauve la nouvelle convertie.
Thècle rejoint bientôt Paul dans un tombeau ouvert, sur la route entre Iconium et Daphné. À Antioche, un magistrat de la ville est séduit par la jeune fille et cherche à la prendre de force, mais Thècle défend sa vertu. Le magistrat lance contre elle une fausse accusation, et elle est encore une fois condamnée mort : elle sera livrée aux bêtes sauvages. Le gouverneur maintient la sentence malgré les protestations des femmes de la cité, notamment de la veuve Tryphéna (Tryphaine) dont la fille qui vient de mourir désirait adopter Thècle. Thècle subit plusieurs supplices, mais chaque fois un nouveau miracle l'épargne. Devant tant de prodiges, le gouverneur accepte de la libérer.
Paul l'autorise à prêcher en habit d'homme.
Thècle revint à Séleucie d’Isaurie (actuelle Silifke) et finit ses jours dans un petit ermitage qu'elle bâtit.

## Éléments d'analyse

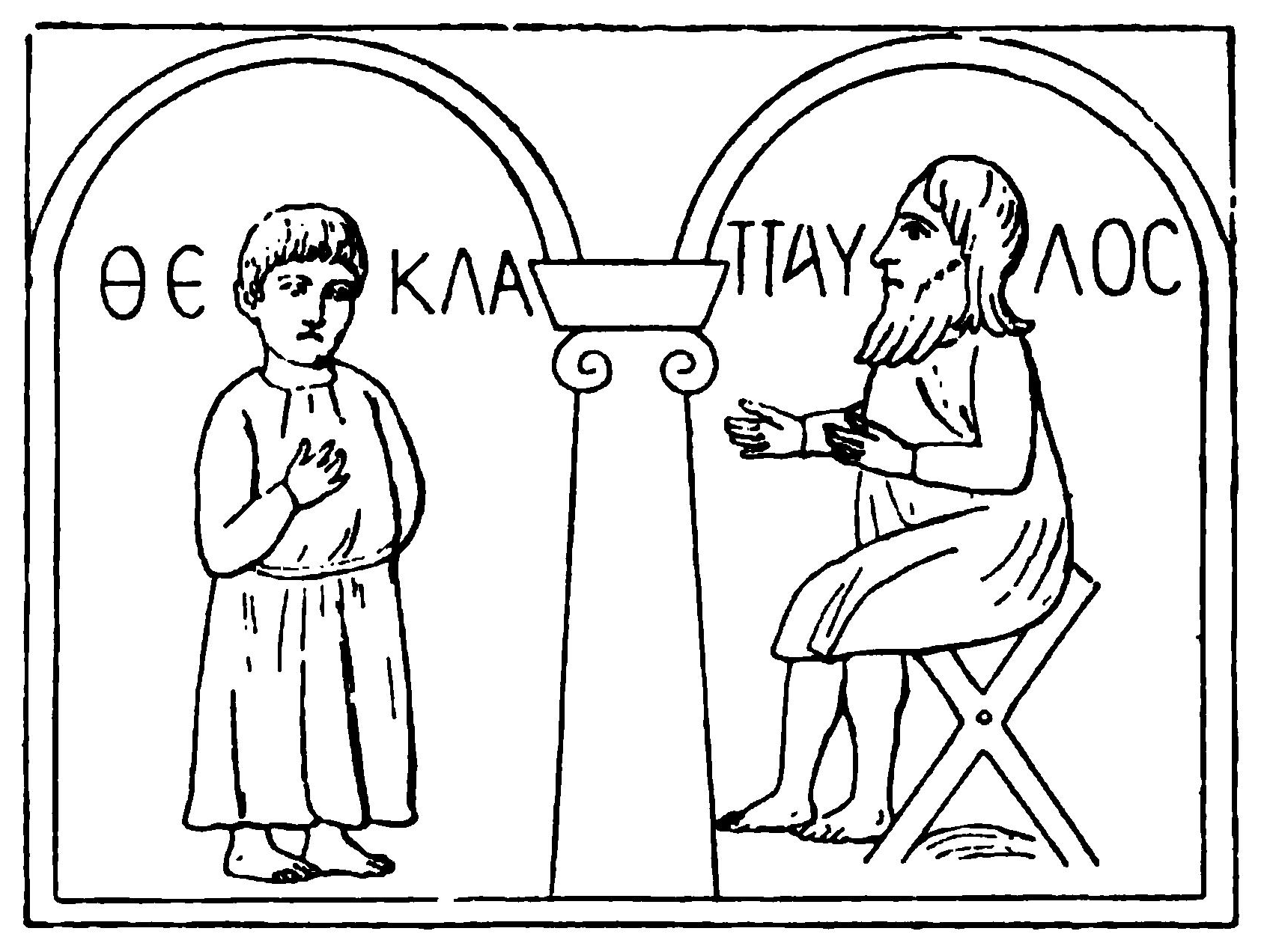
Gravure de la même scène entre Thècle et Paul. (in Josef Strzygowski, Das Etschmiadzin-evangeliar, Vienne, 1891, p. 6).

Pour A.J. Festugière, l'ouvrage est « un charmant récit (...) dont le principal intérêt est d'être l'exacte contre-partie chrétienne du roman grec. » L'ouvrage est un signe que le public chrétien a été friand de romans, d'histoires d'amour, et qu'il attendait ces histoires tant appréciées par les païens, mais bien sûr après certaines modifications apportées au cadre général de ces récits que l'on peut résumer ainsi: il s'agit d'une vierge aimée, mais dont l'amour est impossible et qui se voit donc séparée de son aimé, tous deux traversant tout une série d'aventures avant de connaître le bonheur de l'union. Dans les romans du type de celui consacré à Thècle, la vierge est toujours aimée, mais elle entend une prédication chrétienne (souvent à tendance encratique marquée) ce qui l'amène à se refuser à son amant.
À ce stade, on rencontre des variations dans le schéma. On trouve par exemple dans le Roman de Cyprien et Justine l'amant qui s'adresse à un magicien qui recourt aux services de démons pour qu'ils ramènent la vierge. Naturellement, celle-ci vient à bout de la sorcellerie, le magicien se convertit et la vierge consacre sa vie au Christ, tandis que l'on n'entend plus parler de l'amant. Cela correspond dans l'histoire de Thècle aux miracles qui la sauvent du supplice auquel elle est condamnée. En outre, ici, l'histoire initiale qui se passe à Iconium se répète à Antioche avec un nouvel amant, ajoutant ainsi au plaisir des lecteurs.
Dans ces conditions, conclut Festugière, il est vain de chercher un noyau historique dans ces histoires, ni d'évaluer laquelle des deux histoires (Iconium ou Antioche) serait plus vraie. Il y a ici essentiellement un plaisir de la narration d'une aventure, répétée mais avec d'habiles variations dans un même schéma.